# Wladimir Jakowlewitsch Kolpaktschi

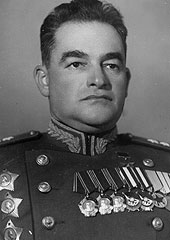
Wladimir Kolpaktschi

Wladimir Jakowlewitsch Kolpaktschi, russisch Владимир Яковлевич Колпакчи (* 26. Augustjul. / 7. September 1899greg. in Kiew – 17. Mai 1961 über Moskau) war ein sowjetischer Generaloberst und Armeeführer im Zweiten Weltkrieg, sowie vor seinem Flugunfall kurzfristig Armeegeneral.

## Leben
Wladimir Kolpaktschi wurde 1899 in Kiew in der Familie eines Angestellten geboren. Nach dem biografischen Wörterbuch war er Russe, nach anderen Quellen aber jüdischer Herkunft. Nach dem Besuch der Kiewer Stadtschule und seinem Abschluss am Petrograder am Zar Peter I. Gymnasium trat er in die juristische Fakultät der Universität Kiew ein.

### Frühe Militärkarriere
Im Mai 1916 wurde er zum Militärdienst in die zaristische Armee einberufen und absolvierte seine Grundausbildung beim 43. Armeekorps. Nach dem Abschluss seiner Ausbildung zum Unteroffizier wurde er in das Kommando des Kavallerieführers des 12. Armeekorps bei der Nordfront berufen. Während der Februarrevolution 1917 war er vom Militärdienst krankgeschrieben, nahm aber an revolutionären Ereignissen in einer Abteilung des Kommissariat der Petrograder Kommune teil. Seit August 1917 war er Mitglied der Bolschewiken und Teilnehmer der Oktoberrevolution in Petrograd sowie an der Erstürmung des Winterpalais.
1918 erfolgte sein Eintritt in die Roten Armee und die Teilnahme am Russischen Bürgerkrieg. Er diente im 1. Petrograder Schützenkorps als Kompanie- und Bataillonskommandeur. Im Juli 1918 wurde er Bataillonskommandeur im 47. Schützenregiment der 6. Schützendivision, an dessen Spitze er an der Verteidigung von Petrograd gegen die Truppen der Generäle A. P. Rodsjanko und N. N. Judenitsch teilnahm. Im Juni 1919 absolvierte er Führerkurse des Militärbezirks Petrograd und erhielt ein Bataillon, das an der Südfront eingesetzt wurde. Im Februar 1920 wurde er stellvertretender Logistikführer bei der 14. Armee und nahm bei Odessa an den Kämpfen mit den Aufstandsformationen unter Jurko Tjutjunnyk teil. Nach dem Beginn des Kronstädter Aufstands wurde er 1921 zum Kommandeur der südlichen Stoßkräfte der 7. Armee ernannt, die am Angriff auf Kronstadt teilnahmen. Ab April 1921 war er Kommissar bei der 11. Schützendivision des Petrograder Militärbezirks, wurde aber bald in das Hauptquartier der befestigten Region Petrograd versetzt. Ab September 1922 war er Assistent des Militärkommissars und ab Juli 1923 selbst Militärkommissar der befestigten Region Petrograd. Im Oktober 1923 wurde er während der Feindseligkeiten gegen die Basmachi Militärkommissar der turkestanischen 3. Schützendivision und Militärkommissar im Hauptquartier der östlichen Buchara-Gruppe. Seit August 1924 fungierte er als Militärkommissar der 17. (Nischni Nowgoroder) und der 59. Schützendivision.
1928 absolvierte er die Frunse-Militärakademie der Roten Armee. Ab Mai 1929 diente er im Belarussischen Militärbezirk als Kommandeur des 110. Novosybkower-Schützenrregiments der 37. Schützendivision, ab 30. April 1931 als Stabschef der 2. belarussischen Schützendivision und ab Juni 1933 als Divisionskommissar bei der 8. Schützendivision in Minsk. Am 26. November 1935 wurde er zum Brigadekommandeur ernannt und war seit Juli 1936 stellvertretender Stabschef des Belarussischen Militärbezirks.
Er nahm von August 1937 bis Februar 1938 am Spanischen Bürgerkrieg teil und war Militärberater bei der 22. spanischen Brigade und Militärberater des Kommandanten der 13. internationalen Brigade. Er kämpfte für die republikanische Armee im Raum Madrid und Valencia. Im März 1938 kehrte er in die UdSSR zurück und wurde am 8. März zum Divisionskommandeur und Kommandeur des 12. Schützenkorps im Militärbezirk Wolga ernannt. Am 4. Juni 1940 erfolgte die Beförderung zum Generalmajor, seit Dezember 1940 war er Stabschef des Militärdistrikts von Charkow.

### Im Zweiten Weltkrieg
Zu Beginn des Zweiten Weltkriegs wurde Kolpaktschi zum Stabschef der 18. Armee ernannt, die auf der Grundlage des Kommandos des Militärbezirks Charkow gebildet wurde. Die 18. Armee wurde an die Südfront versetzt und nahm an Grenzschlachten in Moldau und an der Tiraspol-Melitopoler Verteidigungsoperation teil. Anfang Oktober 1941, während der Kämpfe im Donbass – wurde die 18. Armee von den deutschen Truppen umzingelt. Nach dem Tod von Generalleutnant A. K. Smirnow übernahm Kolpaktschi das Kommando über die Armee, er konnte einen Teil seiner Truppen samt dem Hauptquartier aus dem Kessel retten. Es folgte die Teilnahme an der Gegenoffensive in der Schlacht um Rostow. Ab 24. Dezember 1941 war er Stabschef und ab 17. Januar 1942 Stellvertretender Kommandeur der Brjansker Front.
Seit Februar 1942 war er stellvertretender Kommandeur der 4. Stoßarmee bei der Kalinin-Front und gleichzeitig Kommandeur der Verteidigung im Abschnitt Welisch. Im Mai 1942 wurde er zum Kommandeur der 7. Reservearmee ernannt, auf deren Grundlage am 10. Juli die 62. Armee formiert wurde, die bald in die Stalingrader Front aufgenommen wurde. Bis zum 2. August 1942 befehligte er die 62. Armee in den Verteidigungsschlachten gegenüber die zum Don-Abschnitt vorstoßende deutsche 6. Armee. Am 2. August 1942 wurde er auf Betreiben des Kommandanten der Stalingrader Front, General W. N. Gordow vom Posten des Armeekommandanten entfernt. Bald jedoch wurde Gordow selbst abgesetzt und Kolpakchis Handlungen wurden der jeweiligen Situation als angemessen anerkannt, wonach er rehabilitiert wurde.
Seit November 1942 war er Oberbefehlshaber der 30. Armee der Westfront, die an der Operation Mars teilnahm. Am 14. Februar 1943 wurde Kolpaktschi zum Generalleutnant ernannt. Im März 1943 nahmen seine Armeetruppen an der Rschew-Wjasma Operation von 1943 teil, bei welcher die Stadt Rschew am 3. März befreit wurde. Obwohl die Vorgaben der Operation von der 30. Armee nicht erfüllt wurden (die deutsche 9. Armee konnte sich ohne schwere Verluste auf eine zuvor vorbereitete Verteidigungslinie zurückziehen), wurden die 30. Armee auf der Grundlage einer Richtlinie vom 16. April 1943 durch Umbenennung in 10. Gardearmee im Rang erhöht.
Am 14. Mai 1943 wurde er zum Kommandeur der 63. Armee der Brjansker-Front ernannt. Er führte seine neuen Truppenverbände in der Schlacht von Kursk, im Frontbogen von Orjol, bei Brjansk und stieß während der Gomel-Rechitsa Operation (30. September bis 30. Oktober) bis nach Orscha vor. Im Februar 1944 wurde er Stabschef der 2. Weißrussischen Front, welche die polnische Offensive durchführen sollte.
Von April 1944 bis Kriegsende war Kolpaktschi dann Oberbefehlshaber der 69. Armee der 1. Weißrussischen Front. Die Truppen der 69. Armee zeichneten sich im Sommer 1944 bei Operation Bagration aus: Während der Lublin-Brester Offensive (18. Juli – 2. August 1944) rückte die Armee in Richtung auf Lublin vor und durchbrach mehrmals die deutsche Verteidigung. Die Armeetruppen überquerten dabei den westlichen Bug und befreiten am 22. Juli in Zusammenarbeit mit dem 7. Garde-Kavalleriekorps die Stadt Chełm. Ende Juli erreichten Armeeeinheiten die Weichsel und bildeten aus der Bewegung heraus den für das letzte Kriegsjahr strategisch wichtigen Brückenkopf von Puławy. Die Ernennung zum Generalobersten erfolgte am 2. November 1944. Im Januar durchbrach die 69. Armee während der Weichsel-Oder-Operation die deutsche Verteidigung und eroberte in Zusammenarbeit mit anderen Formationen die polnischen Städte Radom, Tomaszów Mazowiecki, Lodz, Posen (mit Beteiligung des 91. Schützenkorps) und Miedzyrzec. Nachdem der Vormarsch der Armee über 300 Kilometer nach Westen geglückt war, wurde auch die Oder überquert.
Durch den Erlass des Präsidium des Obersten Sowjets vom 6. April 1945 wurde Generaloberst Kolpaktschi der Titel „Held der Sowjetunion“ zuerkannt und ihm ein Leninorden und die Medaille des Goldenen Sterns verliehen. Anschließend beteiligten sich seine Truppen an den Kämpfen um den Brückenkopf von Küstrin um ihn für die Beteiligung an der Berliner Operation auszubauen.

### Nachkriegszeit
Nach dem Krieg befehligte Kolpaktschi vom Juli – Oktober 1945 die Truppen des Militärbezirks Baku. Im Dezember 1945 befehligte er die 40. Armee des Militärbezirks Odessa. Ab Mai 1946 war er Stellvertretender Befehlshaber des Militärbezirks Fernost und von Juli 1946 bis März 1950 Oberbefehlshaber der 1. Separaten Rotbanner-Armee in Fernostasien. Im Juli 1951 absolvierte er höhere akademische Kurse an der höheren Woroschilow-Militärakademie. Im Februar 1952 wurde er Befehlshaber der 6. Armee und ab Mai 1954 befehligte er die Truppen des nördlichen Militärbezirks. Ab Januar 1956 war er Leiter einer Abteilung in der Hauptdirektion für das Kampftraining der Landstreitkräfte und ab August 1956 Leiter derselbigen Institution.
Wladimir Kolpaktschi wurde am 5. Mai 1961 zum Armeegeneral ernannt, verstarb aber schon 12 Tage danach zusammen mit Generaloberst S. N. Perewjortkin bei einem dienstlichen Flugunfall (Absturz eines Mi-4-Hubschraubers). Die Tatsache seines Todes wurde längere Zeit geheim gehalten. Seine Überreste wurden auf dem Moskauer Nowodewitschi-Friedhof beigesetzt. Seine Frau Galina Stepanowna (geb. Nowikowa) verstarb im gleichen Jahr und wurde neben ihrem Ehemann bestattet. Die gemeinsame Tochter, Marina Wladimirowna (geb. 31. August 1933), war mit Waleri Kusnezow, dem jüngsten Sohn des ehemaligen ersten Sekretärs des Leningrader Regionalkomitees der KPdSU, Alexei Alexandrowitsch Kusnezow, verheiratet.

## Auszeichnungen
- 3 Leninorden (1. März 1937, 21. Februar 1945, 6. April 1945)
- 3 Rotbannerorden (21. Juni 1937, 3. November 1944, 20. Juni 1949)
- 3 Suworoworden, 1. Klasse (21. September 1943, 23. August 1944, 29. Mai 1945)
- 2 Kutusoworden, 1. Klasse (9. April 1943, 27. August 1943)
- Orden des Roten Sterns (16. Juni 1936)
- Ehrentitel "Held der Sowjetunion" (4. Juni 1945)